# Hundpodden Vår Bästa Vän
Hundpodden Vår Bästa Vän är en podd grundad 2014. Varje avsnitt publiceras klockan 00:00 på måndagmorgnar och leds av Gurgîn Bakircioglu (Tidigare med Maria Hedqvist och hundpsykologen Eva Bodfäldt). 

## Historik
Det första avsnittet av Hundpodden Vår Bästa Vän kom till den 2 maj 2014 hade titeln "Tyst kommunikation och att lägga sig andras hunduppfostran". Sedan starten har 5 säsonger varav 215 avsnitt publicerats (mars 2018) på de olika poddplattformar där de funnits på iTunes topplista i fler omgångar och som poddproduktion för Sveriges Radio där den även sänts i Sveriges Radio P4 och P1 en gång i veckan.
Hundpodden Vår Bästa Vän har blivit en stor succé på sociala medier med 97 200 lyssnarbilder (1 juni 2020) publicerade i Instagram-hashtagen #VårBästaVän. 
Återkommande gäster i podden har varit etologen Ingrid Tapper, psykologen Anders Hallgren och professor emeritus i medicinsk psykologi Åsa Nilsonne.
Inför ett Sverigesbesök gästade Cesar Millan podden för att svara på varför han använder el- och tagghalsband som är förbjudna i Sverige. 
"De här verktygen finns redan tillgängliga och hundägare vet inte hur man använder de. Jag visar bara hundägare hur de använder dessa, jag säger inte åt hundägare att de ska använda eller köpa produkterna", svarade Cesar Millan. Något som kritiserades av bland annat Djurens Rätt som menade stackel och elchocker kan vara skadliga och är inget en seriös hundinstruktör sysslar med.

## Produktion och distribution
Podden produceras av Vår Bästa Vän AB som är ett Gurgîn Bakircioglus mediebolag som skapar hundproduktioner. 

## Källhänvisningar
http://sverigesradio.se/sida/artikel.aspx?programid=4834&artikel=6180858
1. ↑  ”Sveriges Radio-premiär för hundpodden Vår bästa vän - Pressinformation”. sverigesradio.se. Sveriges Radio. http://sverigesradio.se/sida/artikel.aspx?programid=2938&artikel=6189728. Läst 13 mars 2018.
2. ↑  ”SPECIALAVSNITT: Cesar Millan - Samtal med och om världens mest kontroversiella hundprofil” (på engelska). acast. Arkiverad från originalet den 1 juli 2020. https://web.archive.org/web/20200701080351/https://play.acast.com/s/varbastavan/64a306587a850312ab3dd3a007fb3d3c. Läst 1 juli 2020.